# Polstab

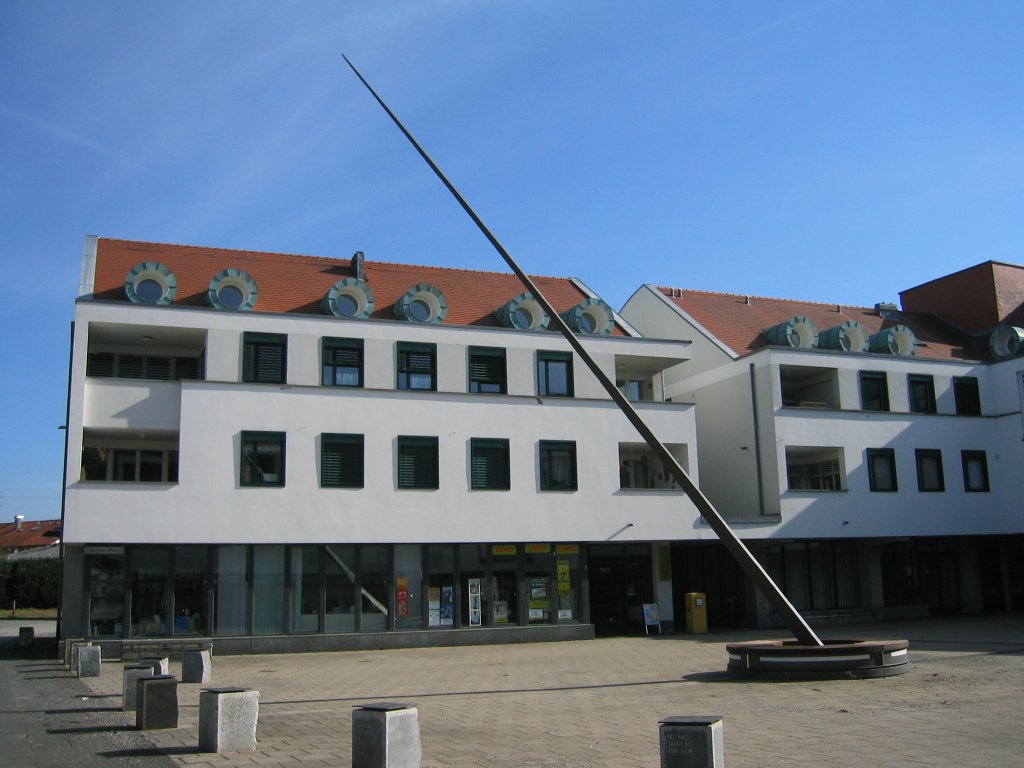
Sonnenuhr mit Polstab in Amtzell

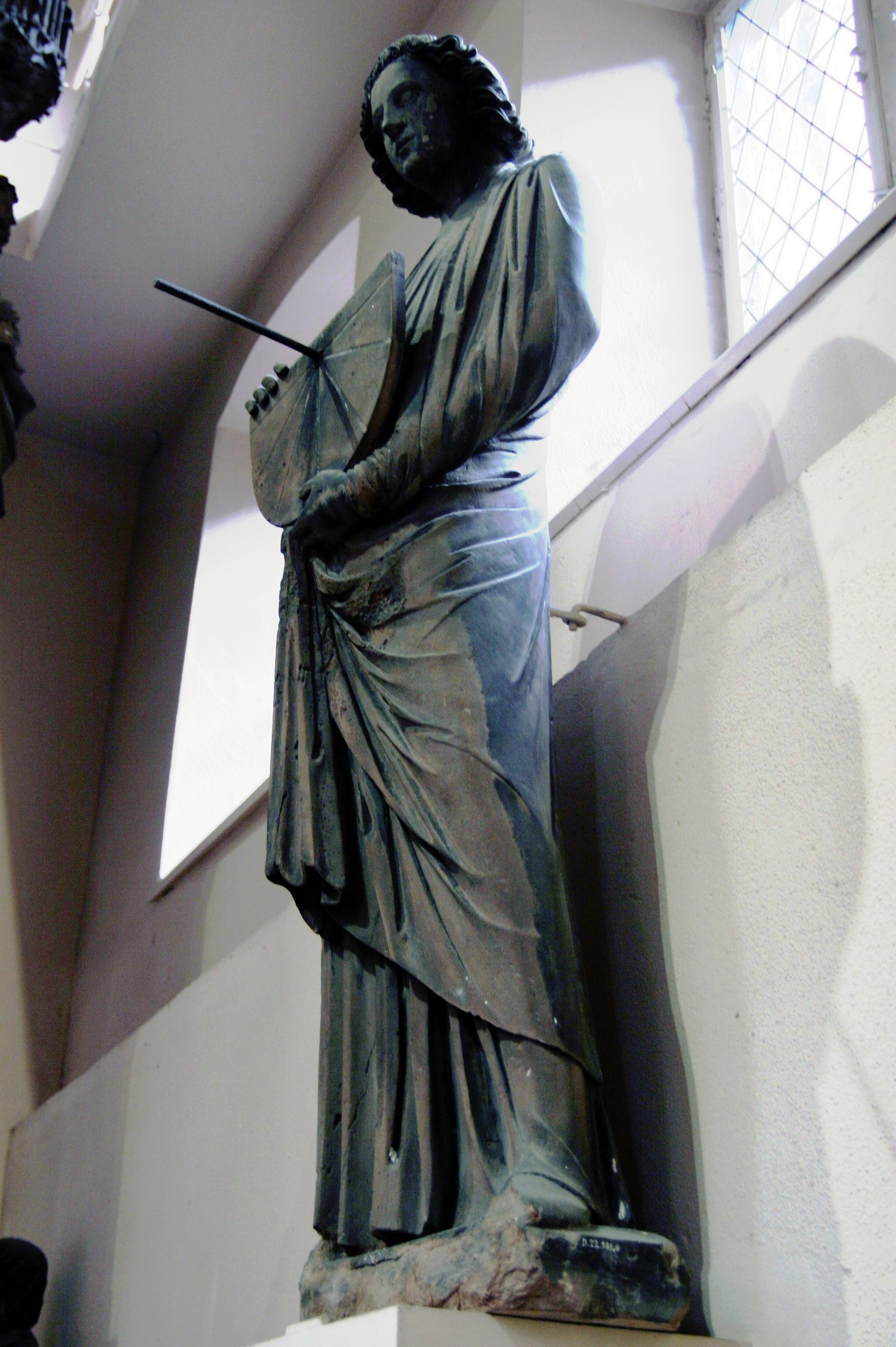
Jüngling mit Sonnenuhr (Straßburger Münster, ca. 1240)

Der Polstab (auch Polos von altgriechisch πόλος „Erdachse“) ist der bei Sonnenuhren am häufigsten verwendete Schattenwerfer. Es handelt sich in der Regel um einen dünnen Stab, der parallel zur Erdachse ausgerichtet ist. Er zeigt zum Himmelsnordpol (in der Nähe des Polarsterns) und schneidet die Horizontebene im Winkel der geografischen Breite. 
Die Richtung zur Sonne läuft infolge der Erdrotation scheinbar täglich einmal um die Erde. Als Achse dieses Umlaufs kann mit genügender Genauigkeit auch der Polstab angenommen werden, denn dessen Abstand von der Erdachse ist im Vergleich zum Abstand von der Sonne vernachlässigbar klein (ungünstigstes Verhältnis am Äquator 1 : 23'481 (Erdradius = 6'371 km); Abstand Erde/Sonne (Astronomische Einheit) = 149'597'871 km). Der im ortsfesten äquatorialen Koordinatensystem definierte Stundenwinkel gibt neben der Deklination die scheinbare Position eines Himmelskörpers beim Umlauf dieser Achse an. Insbesondere wird der Stundenwinkel der Sonne als Maß für die Tageszeit gebraucht. Bei einer Sonnenuhr mit Polstab als Schattenwerfer entfällt die Anzeige der nicht interessierenden Deklination (Maß für die Jahreszeit) zugunsten der leichten Ablesbarkeit des Stundenwinkels (Tageszeit) infolge der linienhaften Gestalt des anzeigenden Schattens. 
Er wird als Polos bereits von Herodot erwähnt. Seine Anwendung ist aber erst seit dem späten Mittelalter sicher bekannt. Zur gleichen Zeit kamen äquinoktiale Stunden in allgemeinen Gebrauch. Die vorher üblichen temporalen Stunden lassen sich auf einer Sonnenuhr nur mit punktförmigem Schattenwerfer (Nodus) anzeigen.